# Saint-Nicolas-des-Bois (Manche)
Saint-Nicolas-des-Bois ist eine französische Gemeinde im Département Manche in der Normandie. Sie gehört zum Kanton Isigny-le-Buat und zum Arrondissement Avranches. 

## Geographie
Die Gemeinde grenzt im Westen und im Norden an Saint-Jean-du-Corail-des-Bois, im Nordosten an Saint-Martin-le-Bouillant, im Osten an Les Loges-sur-Brécey, im Süden an Notre-Dame-de-Livoye und im Südwesten an La Chaise-Baudouin. An der östlichen Gemeindegrenze verläuft das Flüsschen Bieu.

## Bevölkerungsentwicklung
| Jahr      | 1962 | 1968 | 1975 | 1982 | 1990 | 1999 | 2008 | 2018 |
| --------- | ---- | ---- | ---- | ---- | ---- | ---- | ---- | ---- |
| Einwohner | 163  | 147  | 144  | 115  | 119  | 105  | 116  | 84   |

## Sehenswürdigkeiten

Kirche Saint-Nicolas

- Kirche Saint-Nicolas
- Kriegerdenkmal